# Alexander Orlov
Aleksandr Mijáilovich Orlov (en ruso: Александр Михайлович Орлов; Babruysk, 21 de agosto de 1895 – Cleveland, 25 de marzo de 1973) fue un militar y espía soviético y, durante la Guerra civil española, enlace del NKVD (la policía secreta soviética). Fue el responsable soviético en el traslado del denominado «Oro de Moscú» desde Madrid a la Unión Soviética, y en el asesinato de Andrés Nin. En 1938 desertó a los Estados Unidos, huyendo de la purga estalinista dentro del NKVD; advirtió a León Trotski de la inminencia de su asesinato.

## Vida

### Juventud
Nacido Leiba Lázarevich Feldbin (Лейба Лазаревич Фельдбин), Orlov era un judío bielorruso. Acudió al Instituto Lázarevski en Moscú, pero lo dejó dos semestres para estudiar Leyes en la Universidad de Moscú. Sus estudios, sin embargo, fueron cortados por el estallido de la Primera Guerra Mundial y su llamada a filas.
Al comenzar la Guerra civil rusa, Orlov se unió al Ejército Rojo y se convirtió en oficial de contrainteligencia en el frente polaco vecino a la ciudad de Kiev. Planificó y condujo personalmente diversas operaciones de sabotaje en territorio enemigo. Posteriormente sirvió con los guardias de fronteras de la GPU en Arjánguelsk. En 1921, se retiró del ejército para reanudar sus estudios de derecho en Moscú. Orlov trabajó varios años en el Alto Tribunal bolchevique bajo la tutela de Nikolái Krylenko. En mayo de 1924, su primo Zinovi Katznelsón, jefe del departamento económico de la OGPU (EKU), envió a Lev Nikolski (su nombre oficial desde 1920) a unirse a la policía secreta como oficial de la Sección Financiera 6.

### Espía
Cuando su primo fue trasladado para supervisar a los guardias de fronteras de la OGPU en Transcaucasia, ofreció a Orlov la oportunidad de trasladarse a Tiflis con su familia como jefe de la guardia fronteriza allí destacada, que aceptó. Allí su hija enfermó de fiebres reumáticas, por lo que Orlov pidió a su amigo Artur Artúzov que le trasladara a un destino en el que su hija pudiera ser tratada por doctores europeos. Subsecuentemente, en 1926 fue transferido al INO, la rama del NKVD responsable de operaciones ultramarinas, dirigida por su amigo Artúzov y enviado a París como oficial de la delegación comercial soviética, bajo el nombre falso de Léon Nikolaeff.
Tras un año en Francia, Lev Nikolski, fue transferido a un puesto similar en Berlín. Retornó a Moscú a finales de 1930. Dos años después fue enviado a los Estados Unidos para establecer relaciones con sus parientes en aquel país y obtener un genuino pasaporte norteamericano que le permitiría viajar libremente por Europa. Lev Nikoláyev (Nikolski-Orlov) llegó a los EE. UU. a bordo del transatlántico alemán SS Europa el 22 de septiembre de 1932, procedente de Bremen. Tras obtener el pasaporte con el nombre de William Goldin, partió el 30 de noviembre en el SS Bremen de vuelta a Alemania. En Moscú Nikolski solicitó nuevamente un destino en el extranjero, ya que quería que su hija enferma fuera tratada por el Dr. Karl Noorden en Viena. Le fue concedido, y en mayo de 1933 Leon Nikoláyev se trasladó con su mujer e hija a la capital austriaca, instalándose en la cercana localidad de Hinterbrühl. Al cabo de tres meses fue a Praga, cambió su pasaporte soviético por el americano y viajó a Ginebra. Su grupo operativo, que actuaba contra el Deuxième Bureau francés, incluía a Aleksandr Korotkov, un joven ilegal, a su mujer Maria, y un correo, Arnold Finkelberg. Su operativo, llamado en clave EXPRESS, no tuvo éxito, por lo que en mayo de 1934 Orlov se reunió con su familia en Viena. Allí se le ordenó viajar a Copenhague para servir de ayudante a los rezidents Theodor Maly (París) e Ignace Reif (Copenhague). En junio de 1935, el propio Orlov se hizo rezident en Londres con su nombre falso de William Goldin. No intervino en el reclutamiento de Kim Philby o los demás miembros de los Cinco de Cambridge, y cesó en el puesto en octubre de aquel año, volviendo a Moscú. Allí se lo retiró de Asuntos Exteriores, pasando a ocupar un puesto de segunda fila como segundo jefe en el Departamento de Transportes (TO) del NKVD, sucesor de la OGPU.

### En la guerra civil española
En julio de 1936 Orlov fue enviado a España como enlace del NKVD con el Ministerio de Interior de la Segunda República Española. Se dice que Orlov fue enviado a España después de que una joven secretaria, con la que él había tenido una relación, se suicidara en frente de la Lubianka porque Orlov rechazó dejar a su mujer. Orlov llegó a Madrid el 15 de septiembre de 1936.
El 14 de septiembre de 1936 se celebra una reunión en Moscú, en los locales de la Lubianka, para coordinar el envío de material de guerra a España. Los envíos de armas y personal a España queda bajo la supervisión del NKVD y se confirma al veterano miembro de la misma Aleksandr Orlov (de verdadero nombre Nikolski), que ya estaba destinado en España, como oficial superintendente de la operación. Según sus declaraciones posteriores ante el Senado de los Estados Unidos, su misión en España era de asesor en temas de «espionaje, contra espionaje y lucha de guerrillas». En contra de lo que se piensa, nunca supervisó la actividad de la guerrilla detrás de las líneas franquistas, la cual fue organizada por su colega de la NKVD Grigori Syroyezhkin.
Al poco tiempo de llegar, en octubre de 1936, Orlov fue nombrado responsable del lado soviético en el traslado del denominado «Oro de Moscú» desde España a la Unión Soviética. Por ello, Orlov fue galardonado con la «Orden de Lenin». En su declaración ante el Senado de los EE. UU., refiriéndose a la llegada del oro a la URSS, atribuyó a Stalin la frase «Los españoles no verán más el oro, del mismo modo que nadie puede ver sus propias orejas».
Sin embargo, la tarea principal de Orlov en España consistió en purgar a los trotskistas; muchos de los cuales estaban en España como voluntarios de las Brigadas Internacionales. Los documentos recientemente desclasificados de los archivos del NKVD revelan la lista larga de los crímenes de Orlov en España. Fue el responsable de falsificar pruebas que condujeron a la detención y la purga de los líderes del POUM. Las pruebas también sugieren que dirigió el secuestro y ejecución del líder del POUM Andrés Nin. En un informe a sus superiores en Moscú, fechado en agosto de 1937, Orlov perfilaba su plan para la captura y liquidación del socialista austriaco Kurt Landau. También desaparecieron en España Erwin Wolf, antiguo secretario de Trotski, y Mark Rein, hijo de un líder menchevique y tuvo parte en la desaparición del oficial ruso y agente doble del NKVD, Nikolái Skoblin.
El 14 de junio de 1937, como jefe del GPU en España, ordena detener a todos los dirigentes del POUM. El ministro de Justicia, Jesús Hernández, comunista, informado por el director general de seguridad Antonio Ortega, se entrevista con Orlov, quien le dice que el Gobierno no debe conocer esa orden, ya que el ministro Julián Zugazagoitia era amigo de los detenidos, y que tenía pruebas de que estaban en contacto con espías fascistas. Hernández se entrevista con el dirigente comunista José Díaz Ramos que se enfurece al recibir la noticia. Mientras tanto, son detenidos varios dirigentes del POUM, entre ellos Andrés Nin. Se cree que Nin fue trasladado a Alcalá de Henares, donde Orlov tenía su prisión particular instalada en la Catedral, y donde fue interrogado por los soviéticos, torturado, desollado y, posteriormente, asesinado en El Pardo.
Aunque fue el principal oficial del NKVD en España, Orlov negaría más tarde su participación en estos y muchos otros asesinatos realizados por oficiales del NKVD y sus agentes.

### Deserción
En 1938, la Unión Soviética se hallaba sumida en los horrores de la Gran Purga, con la que Stalin eliminó a la vieja guardia bolchevique protagonista de la revolución para reemplazarlos por sus adeptos. Orlov vio que asociados y amigos suyos eran detenidos y fusilados uno a uno. Cuando fue invitado a reunirse en Amberes con un jefe anónimo del NKVD (que pensaba debía ser el asesino Serguéi Spigelglas) decidió desertar. En lugar de acudir a la reunión, Orlov robó 60.000 dólares de la caja para operaciones del NKVD local y huyó con su mujer y su hija al Canadá. Es posible que tomara parte, actuando nuevamente bajo la tapadera de diplomático, en el asesinato de Rudolf Klement, antiguo secretario de Trotski, en París el 13 de julio de 1938, el mismo día que dejó la capital francesa rumbo a Quebec.
Mientras estuvo en Canadá, envió una carta al jefe del NKVD, Nikolái Yezhov, advirtiéndole que si él o su familia eran asesinados, todo lo que sabía sobre las operaciones de la inteligencia soviética saldría a la luz. Adjuntaba una lista con los nombres en clave de algunos de los agentes y topos soviéticos en Occidente. También envió una carta a Trotski alertándole de la presencia del agente de la NKVD Mark Zborowski (nombre en clave TULIP) en el entorno de su hijo Lev Sedov, pero Trotski desdeñó la carta considerándola una provocación. A continuación, se trasladó a los Estados Unidos para esconderse.

## La historia secreta
Poco después de la muerte de Stalin en marzo de 1953, y exactamente 15 años después de su deserción, Orlov reapareció y publicó The Secret History of Stalin's Crimes (La historia secreta de los crímenes de Stalin). Esta obra, inspirada por la homóloga de Procopio de Cesarea, presenta una serie de anécdotas inéditas sobre el submundo homicida de la Lubianka en pleno terror estalinista. Es una historia extraoficial, escrita sin referencias a fuentes primarias o documentos, en ocasiones basada en rumores oídos al albur de un dispensador de agua del NKVD o en un café francés y cita diálogos con frecuencia. Ya en el momento de su publicación, la mayoría de los hechos narrados eran casi imposibles de verificar, puesto que prácticamente todos los testigos habían sido asesinados durante las purgas estalinistas. Además, en un momento en que el comunismo aún mantenía un elevado prestigio internacional, Orlov perfilaba el más abyecto despotismo, una era de crimen y duplicidad sin precedentes, en que los rumores más descabellados podían ser ciertos, y las confesiones juradas solían ser completamente falsas.
La comparación del texto de Orlov con la obra de Walter Krivitsky In Stalin's Secret Service revela que la fuente de ambos autores para los Procesos de Moscú fue Abram Slutsky, director de la sección de Exteriores del NKVD. Muchos historiadores creen que hay fondo verídico en las historias de Orlov, aunque el lector debería recordar que las anécdotas contadas son de segunda mano, que el propio Orlov fue deliberadamente deshonesto sobre su complicidad en los crímenes de Stalin y que el dinero fue la razón principal por la que Orlov escribió Secret History. Todavía Orlov se fijó en el detalle idiosincrático y se hizo escuchar en el diálogo de personajes que conduce las anécdotas con una cierta intensidad.

## El Espía sin patria
Después de la publicación de The Secret History, Orlov fue forzado a volver del frío. La CIA y el FBI estaban avergonzados por la revelación de que un alto cargo oficial de la NKVD (Orlov fue un Comandante de la Seguridad del Estado, igual que un mayor general del ejército) había estado viviendo en la sombra en EE. UU. durante quince años sin su conocimiento. Orlov fue interrogado por el FBI y dos veces apareció en Sub-Comités del Senado, pero siempre redujo su papel en los eventos y continuó ocultando los nombres de los agentes soviéticos en el Oeste. En 1956 escribió un artículo para LIFE Magazine titulado The Sensational Secret Behind the Damnation of Stalin (El sensacional secreto tras la condena de Stalin). Esta fantástica historia sostenía que los agentes de la NKVD habían descubierto papeles en los archivos de la policía zarista que probaban que Stalin había sido un agente de la Ojrana, y sobre las bases de este conocimiento el NKVD había planeado un golpe de Estado junto con los líderes del Ejército Rojo. Recientemente, algunos autores rusos, basándose en documentos secretos de archivos revelados después de 1992, han comprobado que la principal afirmación de Orlov, que Stalin era, de hecho, un agente de la Ojrana infiltrado entre los bolcheviques era cierta. Stalin descubrió el complot y este fue el motivo detrás del secuestro secreto y ejecución del Mariscal Soviético Mijaíl Tujachevsky y la brutal purga del ejército rojo.
Esta es una afirmación no contrastada, no se dice qué autores ni qué fuentes manifiestan esto. Simon Sebag en sus obras "Llamadme Stalin" sobre la juventud de Stalin y "La corte del zar rojo", manifiesta que es un rumor y no hay pruebas. Ambos libros están publicados en español por la editorial Crítica. Este autor es un reputado historiador británico, ha manejado fuentes primarias y no es nada sospechoso de estalinista.
Orlov y su mujer continuaron viviendo en secreto y modestamente en EE. UU. En 1963 la CIA le ayudó a publicar otro libro, The Handbook of Counter-Intelligence and Guerilla Warfare (Manual de contra-inteligencia y guerrilla), y le ayudó a encontrar un trabajo como investigador en la Escuela de Leyes de la Universidad de Míchigan. Se trasladó a Cleveland donde primero murió su mujer y después él la siguió el 25 de marzo de 1973. Al final, este hombre solitario nunca renunció en su desprecio hacia Stalin. El último libro de Orlov, The March of Time (La marcha del tiempo), fue publicado en EE. UU. en 2004 por su seguidor legal, el exagente especial del FBI Ed Gazur. Es otra historia anecdótica, una pieza desenterrada de la era de la Guerra Fría.